# Велика Писарівка (пункт контролю)
50°25′25″ пн. ш. 35°28′54″ сх. д. / 50.42361° пн. ш. 35.48167° сх. д.
Вели́ка Пи́сарівка — пункт пропуску через державний кордон України на кордоні з Росією.
Розташований у Сумській області, Великописарівський район, поблизу однойменного селища міського типу на автошляху Т 1705. З російського боку знаходиться пункт пропуску «Грайворон», Грайворонський район, на автошляху Р-186 у напрямку Грайворона.
Вид пункту пропуску — автомобільний. Статус пункту пропуску — міжнародний.
Характер перевезень — пасажирський, вантажний.
Окрім радіологічного, митного та прикордонного контролю, пункт пропуску «Велика Писарівка» може здійснювати санітарний, фітосанітарний, ветеринарний, екологічний та контроль Служби міжнародних автомобільних перевезень.
Пункт пропуску «Велика Писарівка» входить до складу митного посту «Велика Писарівка» Сумської митниці. Код пункту пропуску — 80508 06 00 (11).